# Froyelles
Froyelles – miejscowość i gmina we Francji, w regionie Hauts-de-France, w departamencie Somma.
Według danych na rok 2011 gminę zamieszkiwało 113 osób, a gęstość zaludnienia wynosiła 40 osób/km² (wśród 2293 gmin Pikardii Froyelles plasuje się na 942. miejscu pod względem liczby ludności, natomiast pod względem powierzchni na miejscu 1077.).